# Epiteli de transició
L'epiteli de transició o epiteli transicional és un tipus d'epiteli estratificat. Aquest teixit consta de múltiples capes de cèl·lules epitelials que es poden contraure i expandir per adaptar-se al grau de distensió necessari. L'epiteli de transició recobreix els òrgans del sistema urinari i es coneix aquí com a uroteli. La bufeta, per exemple, necessita una gran distensió.